# Calodactylodes illingworthorum
Calodactylodes illingworthorum är en ödleart endemisk för Sri Lanka, som beskrevs av Deraniyagala 1953. Calodactylodes illingworthorum ingår i släktet Calodactylodes, och familjen geckoödlor. Inga underarter finns listade.